# Icariotis subsulcata
Icariotis subsulcata là một loài bọ cánh cứng trong họ Cerambycidae.